# La Cité des hommes (série télévisée)
Pour le film, voir La Cité des hommes (film).
La Cité des hommes (Cidade dos Homens) est une série télévisée brésilienne de 27 épisodes de 30 minutes, créée par Kátia Lund et Fernando Meirelles, dérivée du film La Cité de Dieu et dont les quatre premières saisons ont été diffusées entre le 15 octobre 2002 et le 16 décembre 2005 sur le réseau Globo TV. Elle fut suivie d'un film sorti en 2007 et de deux nouvelles saisons diffusées entre 2017 et 2018 ,
En France, la série a été diffusée à partir du 25 juillet 2005 sur France 5 et rediffusée sur l'ancienne chaîne Virgin 17 avant Direct Star puis CStar.

## Synopsis
Cette série raconte les histoires d’Acerola et Laranjinha, deux meilleurs amis qui habitent dans une dangereuse favela de Rio de Janeiro, dans une société où règnent les narco-trafiquants et où des adolescents essayent de rattraper leurs rêves.

## Distribution
- Darlan Cunha : Laranjinha (littéralement, « petite orange »)
- Douglas Silva : Acerola (surnom d'après le fruit d'Amazonie)

## Épisodes

### Première saison (2002)
1. La Couronne de l'Empereur (A Coroa do Imperador)
2. Le Beau-frère de l'homme (O Cunhado do Cara)
3. La Poste (Correio)
4. Uólace et João Vitor (Uólace e João Vitor)

### Deuxième saison (2003)
1. Samedi (Sábado)
2. Deux billets pour Brasilia (Dois Pra Brasília)
3. Ça doit être maintenant ou Maintenant ou jamais (Tem Que Ser Agora)
4. Les Ordinaires ou Les Canailles (Os Ordinários)
5. Coin chaud ou Mauvais Pas (Buraco Quente)

### Troisième saison (2004)
1. La Première (A Estréia)
2. C'était par accident ou C'était pas prévu (Foi Sem Querer)
3. On ne peut pas louper deux fois ou Pas le droit à l'erreur (Vacilo É Um Só)
4. Hip Samba Hop (Hip Sampa Hop)
5. Pères et Fils ou Parents et enfants (Pais e Filhos)

### Quatrième saison (2005)
1. La Queue ou File d'attente (A Fila)
2. Il y a trop de mois ou Fin de mois difficile (Tá Sobrando Mês)
3. Attraction fatale ou Liaison fatale (Atração Fatal)
4. Les apparences sont trompeuses ou Apparences trompeuses (As Aparências Enganam)
5. Quelque part dans le futur ou Quelque part dans l'avenir (Em Algum Lugar do Futuro)

### Long métrage (2007)
Le 31 août 2007, sort au Brésil le film La Cité des hommes, réalisé par Paulo Morelli et toujours interprété par les deux acteurs principaux de la série dont le long métrage est inspiré.

### Cinquième saison (2017)
1. Pais e Filhos[1]
2. A Coroa do Imperador
3. Palace II
4. 5.4

### Sixième saison (2018)
1. 6.1
2. 6.2
3. 6.3
4. 6.4

## Commentaires
L’idée de réaliser la série est venue après la projection, le 28 décembre 2000, d’un épisode spécial de fin d’année du programme Brava Gente intitulé Palace II, et adapté du roman Cidade de Deus de Paulo Lins. Ce spécial a été adapté par Fernando Meirelles et Katia Lund. Laranjinha et Acerola sont des personnages créés par Bráulio Mantovani. Uólace est un nom créé par Rosa Amanda Strausz.
La série a été vue par 35 millions de téléspectateurs au Brésil[réf. nécessaire].

## Produits dérivés

### Bande originale
- Homem Amarelo - O Rappa
- Qual é? - Marcelo D2
- A Fumaça Já Subiu pra Cuca - Bezerra da Silva
- Morro e Asfalto - Darlan Cunha / Thiago Martins
- Vem Cristiane - MC Tam
- Us Mano e As Mina - Xis
- Sonho Juvenil (Garoto Zona Sul) - Jovelina Pérola Negra
- João Teimoso - MC Pé de Pano
- Prioridades - BNegão
- Quando Eu Contar (Iaiá) - Zeca Pagodinho
- Dama Tereza - Sabotage
- Sou Feia Mas Tô na Moda - Tati Quebra Barraco
- Menina Crioula - Jorge Ben Jor
- Lixo do Mangue - Chico Science e Nação Zumbi
- La Vem o Homem Bomba - Caetano Veloso e Jorge Mautner (en)
- Us Playboy - Rappin Hood
- Colo de Menina - Rastapé
- Soltei de Banda - Elza Soares
- Aboio Avoiado - Lenine
- Tudo mudou tão de repente - Argemiro Patrocínio
- Dança das Gatinhas - DJ Maluco